# فاکس ریسینگ شاکس

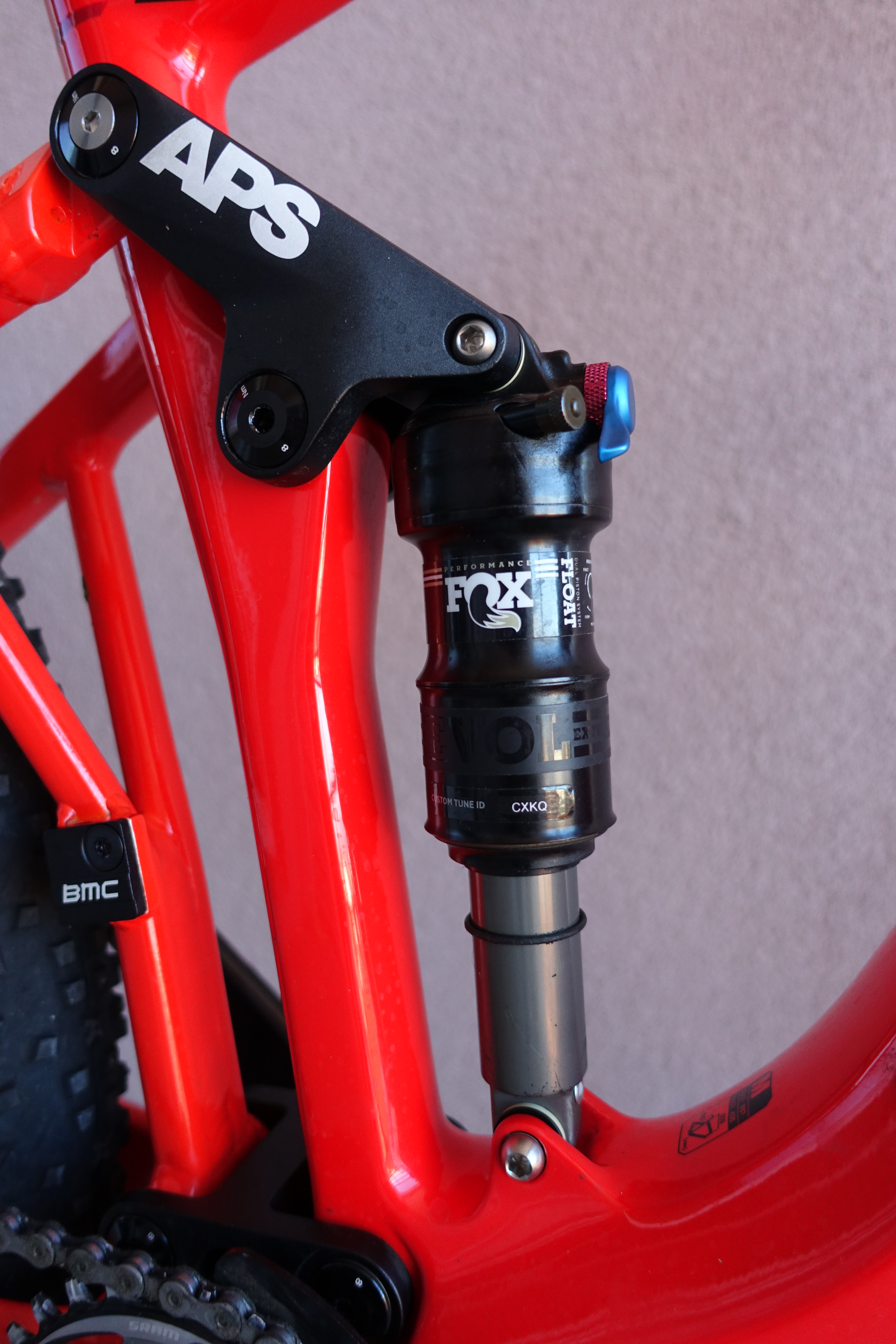
محصولی از شرکت فاکس ریسینگ شاکس - ۲۰۱۵

فاکس ریسینگ شاکس (انگلیسی: Fox Racing Shox) شرکت خودروسازی آمریکایی است، که در سال ۱۹۷۷ تأسیس شد.